# D1-es autópálya (Csehország)

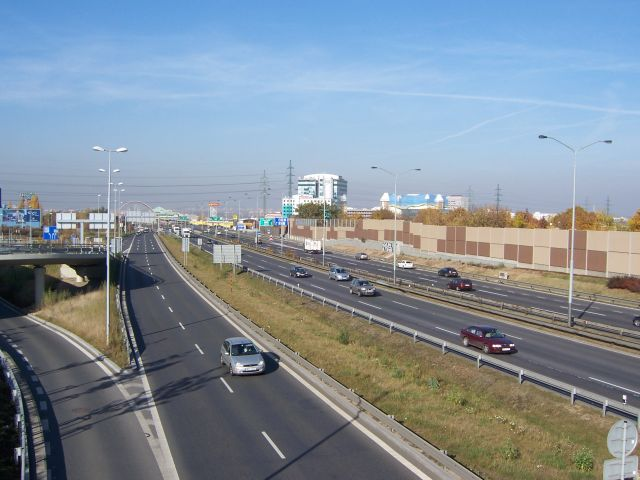
Az autópálya Prága-Chodovnál

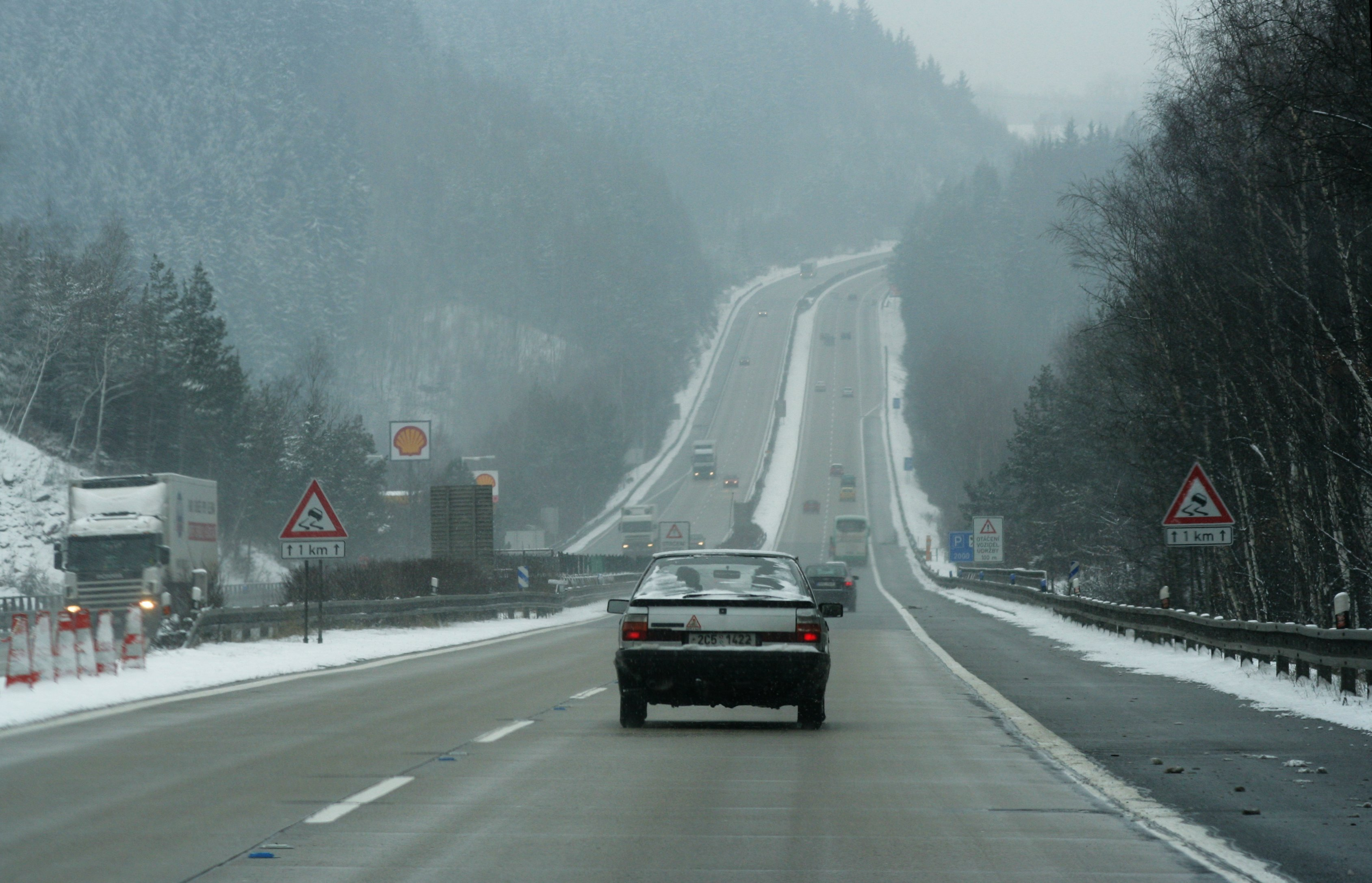
Egy havas részlet

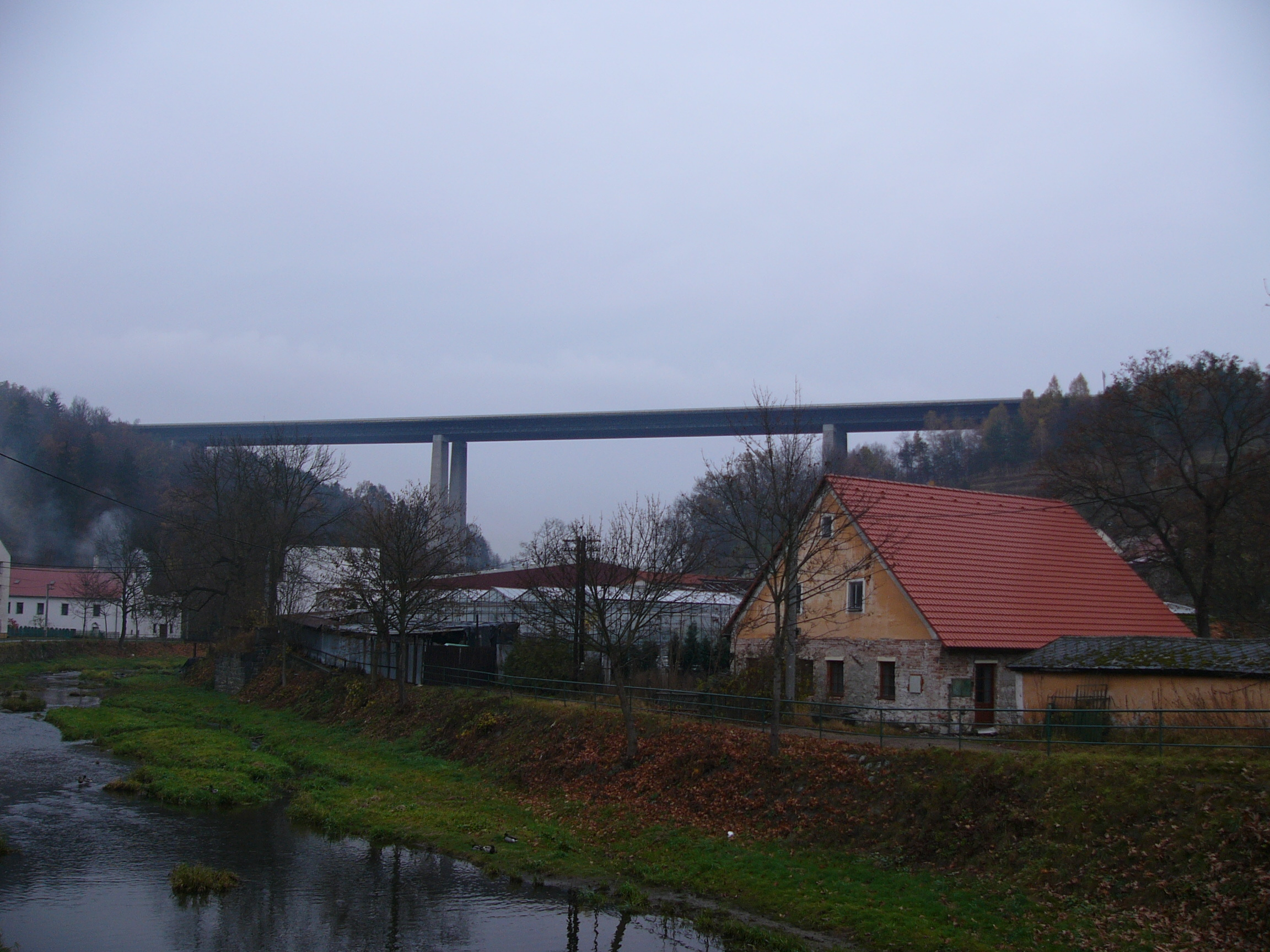
Vysočina híd a Velké Meziříčínál

A D1-es autópálya (csehül: Dálnice D1) Csehország legfőbb autópályája és az ország közlekedési tengelye. Jelenleg a két legnagyobb cseh várost, Prágát és Brnót köti össze. További szakaszokat is építettek (jelenleg Mořicétől Kroměřížig építik), ám nem érik még el az autópálya tervezett végpontját, ahol az R35-ös autóút olomouci kivezető szakaszával találkozik. Innentől D47-es autópályáról beszélünk, noha ugyanarról az útról van szó. Ez fogja elérni Ostravát.

## Története
Az 1930-as években felmerült egy Csehszlovákiát átszelő autópálya építésének gondolata. Az első terv 1935-ben kelteződtek Národní silnice Plzeň – Košice, azaz Pilzen-Kassa országút néven. Az útvonal a sűrűn lakott területek összekötését szolgálta volna, mint Prága és Brno. Más javaslatok egy északi és egy déli ágra osztották volna az útvonalat egy Cheb vagy Huszt térségéből való indulással, majd egy elágazással egy északra forduló és egy Kassa felé menő déli ággal. Azonban ezen javaslatok egyike sem nyerte el a hatóságok támogatását. Jan Antonín Bata, a Bata-csoport vezetője és a Budujme stát per 40 millió lidí könyv szerzője ("Építsünk egy 40 milliós államot") javasolta a Cheb – Nagybocskó közötti útvonal kiépítését. A tervezet – a nagyvárosokat elkerülve – egyezett a kormány által javasoltakkal.
Miután a müncheni egyezmény alapján Csehszlovákia elvesztette egyes területeit a terveken módosítani kellett. Alig 12 nappal később el is készült egy új útvonal változat, amely tartalmazott egy autópályát Prágából Jihlavaig  és autópálya körgyűrűt Prága körül. 1938. november 5-én már részletes tervek voltak a Prágán keresztül a Jihlava és Brno felé menő útnak, illetve a Zlín és Szlovákia felé vezető útvonalnak. 1939. január 13-án a végleges tervek is jóváhagyásra kerültek. Egy héttel később megkezdődött a Zástřizly és Lužná, majd májusban a Prága és Humpolec közötti szakaszok építése. A tervek szerint a 300 km hosszú autópálya négy éven belül elkészült volna. A német megszállás alatt német befolyásra a tervek kis mértékben változtak. Az építés ez idő alatt is folytatódtak, amíg 1942-ben a háborús korlátozások miatt fokozatosan leállításra került. Amikor leállt a kivitelezés töltések, és részben befejezett hidak voltak a Zástřizly és Kostelany szakaszon. 1942-ig nem történt előrelépés a Zlín és a szlovák határ közötti szakaszon.

### A háború utáni időszak
A háború után Edvard Beneš első rendeletével az autópálya építkezés folytatását határozta meg, amelyet 1945. október 1-én hirdettek ki. A kommunisták 1948. februári puccsa után következett a beruházásban részt vevő útépítő vállalatok államosítása. A munkák 1950-re leálltak és nem is folytatódtak 1952-ig.
Az útépítési munkák csak 1967-ben folytatódtak 1971. július 12-ére első részben a prágai és a Mirošovice közötti 44 km-es szakasz készült el. A Brno és Prága közötti útszakasz fokozatos építéssel 1980. november 7-ére készült el, amikor az utolsó Humpolec melletti autópálya-szakaszt is átadták. Brnotól keletre több ütemben haladt az építkezés, 1988 és 1992 között két részben készült el Brno és Vyškovi közötti gyorsforgalmi út. 2005. október 24-én Vyškovi és Vrchoslavice közötti pályarészt avatták fel.
Az eredeti tervek szerint a D1-es autópálya Starý Hrozenkov felől érte volna el a szlovák határt és csatlakozott volna szlovák D1-es autópályához, de miután Csehszlovákia felbomlott a terveket is módosították 1996-ban. Az új terv szerint Lipník-nél csatlakozik a tervezett Ostrava felé menő D47-es autópályával és Lengyelország felé is. 2005-ben a cseh kormány úgy döntött, hogy a D47 új neve annak befejezését követően a D1-es autópálya legyen, így a D1-es útvonal vége Szlovákia helyett Lengyelország lett. A Szlovákia felé menő távlati irány R49-es gyorsforgalmi út jelet kapta.
2007. december 1-én az ostravai szakasz kerül átadásra. 2008-ban átadásra került az 5 km-es Kroměříž elkerülő.
2012. november 30-án került átadásra a 6,1 km-es Bohumín – lengyel országhatár közötti szakasz. A határ előtti utolsó ütem bár már előbb elkészült, de 2012 áprilisában jelentős gondok adódtak egy lengyelországi híddal ami megakadályozta a tervezett megnyitást. Októberben a cseh és a lengyel kormányok megállapodtak abban, hogy a személyszállító járművek részére az utat megnyitják, és a korlátozzák a tehergépkocsik és a buszok használatát. A korlátozás a hivatalos megnyitás után feloldásra került.
A frissen elkészült új autópálya szakasz Ostrava elkerülő és a Bohumín közötti szakaszán olyan mértékű pályasüllyedések és hullámosodások következtek be, először a műtárgyak közelében, majd a tovább a folyópályán is, hogy először 110 km/h, majd 80 km/h-s sebességkorlátozást kellett bevezetni. Az egyenetlen süllyedés és pályalemez törések megállítására mai napig megoldást nem találtak.

### Építkezés
A Říkovice és Lipník közötti utolsó szakasz a tervek szerint két részben kerülne kivitelezésre. Az átadás legkorábban időpontja 2021.

## Az út vonalvezetése
A Prága és Brno közötti szakasz a Cseh-Morva dombságon halad keresztül, néhány igen látványos viadukt található a szakaszon. Az autópálya Prága-Brno közötti állapota igen leromlott volt, ezért ütemesen történő felújítással újul meg a pálya.

### Külső hivatkozások
- A cseh autópályákról bővebben (cseh)